# La Venere di rame
La Venere di rame (Venus in Copper) è un romanzo giallo del 1991 scritto da Lindsey Davis, terzo volume della serie ambientata nella Roma imperiale del I secolo, incentrata sulle indagini dell'investigatore privato Marco Didio Falco.

## Trama
Lavorare per l'imperatore Vespasiano rischia di causare le attenzioni indesiderate della invidiosa "prima spia" di palazzo, per cui Marco Didio Falco decide di tornare a lavorare per Clienti privati. Viene quindi incaricato da una ricca famiglia di liberti di investigare su di una splendida ed affascinante rossa "moglie di professione" che ha già seppellito 3 mariti e si accinge a sposarne un quarto, membro della famiglia stessa. 
Falco si ritrova una sera ad avere ospite a cena nella sua stamberga al VI piano di un traballante edificio, addirittura sua "cesarità" il figlio dell'imperatore, Tito Flavio Vespasiano, il quale mostra una pericolosa simpatia per Elena. Futuro imperiale per Elena Giustina?

## Edizioni
- Lindsey Davis, La Venere di rame, collana I Marlin, traduzione di Maria Elena Vaccarini, Marco Tropea Editore, 2001, ISBN 9788843803507.

- Lindsey Davis, La Venere di rame, traduzione di Maria Elena Vaccarini, Nuove Edizioni Tascabili, 9 marzo 2006, ISBN 9788851522407.

- Lindsey Davis, La Venere di rame, traduzione di Maria Elena Vaccarini, il Saggiatore, 16 marzo 2011, ISBN 9788856502312.